# Johann Heinrich von Herrmann
Johann Heinrich Herrmann, seit 1798 von Herrmann, (* 1766 in Preußen; † 4. Februar 1849 in Glogau) war ein preußischer Generalmajor.

## Leben

### Militärkarriere
Herrmann trat am 11. März 1782 in das Garnisonsregiment „von Berrenhauer“ der Preußischen Armee ein. Als die Garnisonsregimenter aufgelöst wurden, kam er am 1. Mai 1788 in das Depotbataillon des Infanterieregiments „von Owstien“. Dort avancierte Herrmann Anfang November 1793 zum Sekondeleutnant. Aufgrund seiner besonderen Befähigungen folgte im Januar 1795 die Versetzung als Adjutant in das Infanteriebataillon „von Weyher“, aus dem sich Mitte des Jahres das neugebildete Infanterieregiment „von Graevenitz“ formierte. Hier stieg Herrmann am 6. Oktober 1795 zum Premierleutnant auf und am 6. Juli 1798 wurde er durch König Friedrich Wilhelm III. in den erblichen preußischen Adelsstand erhoben. Seit Ende August 1802 Stabskapitän, nahm Herrmann 1806/07 am Vierten Koalitionskrieg teil.
Nach dem Frieden von Tilsit wurde er am 27. Mai 1809 mit Halbsold dem 1. Westpreußische Infanterie-Regiment aggregiert. Ende Oktober 1809 erhielt er 50 Taler als Geschenk. Am 27. Februar 1810 wurde Herrmann zum Kapitän befördert und am 18. Juli 1810 auf Betrieben von Scharnhorst als zweites Mitglied bei der Direktion der Kriegsschule mit einem Gehalt von 360 Talern nach Berlin versetzt. Am 6. November 1812 verließ er das Regiment. Am 6. Februar 1813 kam er dann zum 2. Reserve-Bataillon des 2. Westpreußischen Infanterie-Regiments und wurde am 15. Februar 1813 dem Regiment aggregiert. Mit dem Regiment nahm er an den Befreiungskriegen teil. Am 20. Mai 1813 wurde er in das 4. Reserve-Bataillon des Leib-Infanterie-Regiments Nr. 8 versetzt. Dort avancierte Herrmann am 3. Juli 1813 zum Major und Bataillonskommandeur. Für sein Verhalten im Gefecht bei Luckau erhielt er am 11. Juli 1813 das Eiserne Kreuz II. Klasse. Gesundheitsbedingt war Herrmann jedoch nicht mehr feldverwendungsfähig. Wegen seiner Gicht wurde er daher zu einem Ersatztruppenteil in Berlin versetzt.
Mitte November 1814 wurde Herrmann zur Kriegsschule rückversetzt. Kurzzeitig war er vom 20. Juni bis zum 2. Oktober 1815 zur Dienstleistung beim Generalkommando in Schlesien kommandiert. Anschließend zum Oberstleutnant befördert, kehrte Herrmann an die Kriegsschule zurück. Am 30. März 1823 wurde er dort zum Oberst befördert und erhielt am 11. März 1832 anlässlich seines 50-jährigen Dienstjubiläums den Roten Adlerorden III. Klasse. Unter Verleihung des Charakters als Generalmajor erhielt Herrmann am 12. Februar 1833 seinen Abschied mit der gesetzlichen Pension. Er starb am 4. Februar 1849 in Glogau.

### Familie
Herrmann heiratete am 31. Oktober 1793 in Kolberg Dorothea Luise Elisabeth Havenstein (1771–1837), die Tochter eines Majors und Chefs der Garnisonsartillerie-Kompanie in Kolberg. Aus der Ehe ging der spätere preußische General der Infanterie Karl Friedrich Ludwig (1794–1876) hervor.